# Басман (хлеб)
Басман — особого рода хлеб, выпекавшийся в XV—XVII веках в дворцовых пекарнях.
Согласно словарю Даля, название может происходить от татарского батман или шведского безмен; и то и другое обозначало вес.
Другая точка зрения основана на том, что профессия дворцового пекаря-бассманника дала название Басманным слободам и московским Басманным улицам. С. К. Романюк, а также В. В. Похлёбкин предположили, что название дворцового, т. е. выпекавшегося для царского стола, белого (пшеничного) хлеба, получилось по клейму (басме), выдавливавшемуся на тесте каждой булки (узор получался на верхней корке).